# El Apocalipsis de los confinados

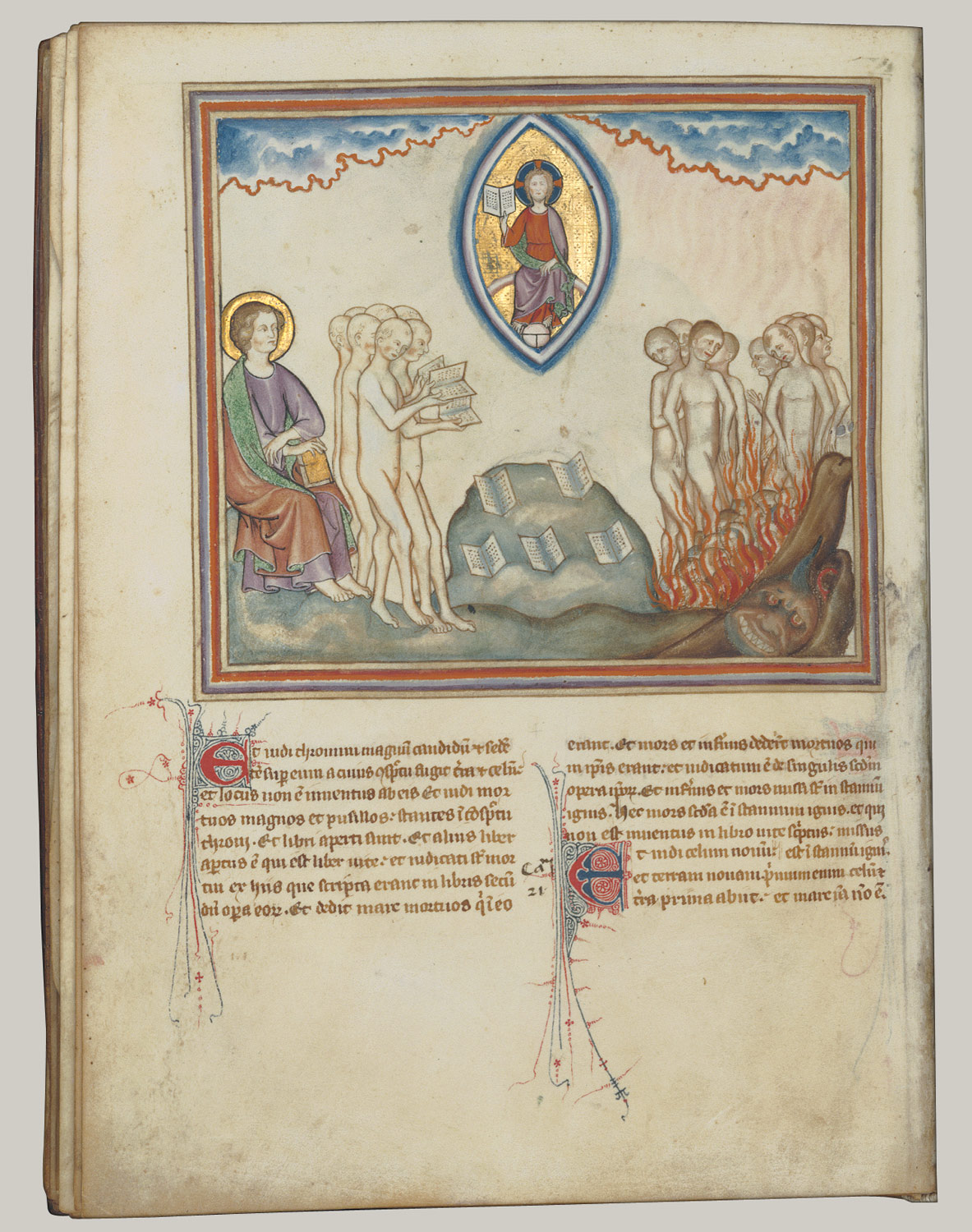
Folio, Los Confinados, c 1300, Nueva York. Cada hoja es de 30.8 × 23 cm.

El Apocalipsis de los Confinados (Cloisters Apocalypse), MS 68.174 (también el Libro de Revelaciones de los Confinados) es un pequeño manuscrito francés iluminado fecha cerca de 1330. Se basa en las visiones del Nuevo Testamento de Juan el Evangelista y la revelación apocalíptica. Según la leyenda cristiana, Juan fue exiliado c. 95AD a la isla egea de Patmos, donde escribió el Libro de Apocalipsis. El libro evoca la desesperación y el aislamiento de Juan durante el exilio, y su profecía sobre los acontecimientos y los terrores de los últimos días. 
El manuscrito probablemente fue influenciado por los escritos c 776 del monje español Beato de Liébana, quien contextualizó los escritos de San Juan en un contexto medieval temprano. Hoy se encuentra en la colección de The Cloisters, en Nueva York. 

## Estilo y atribución

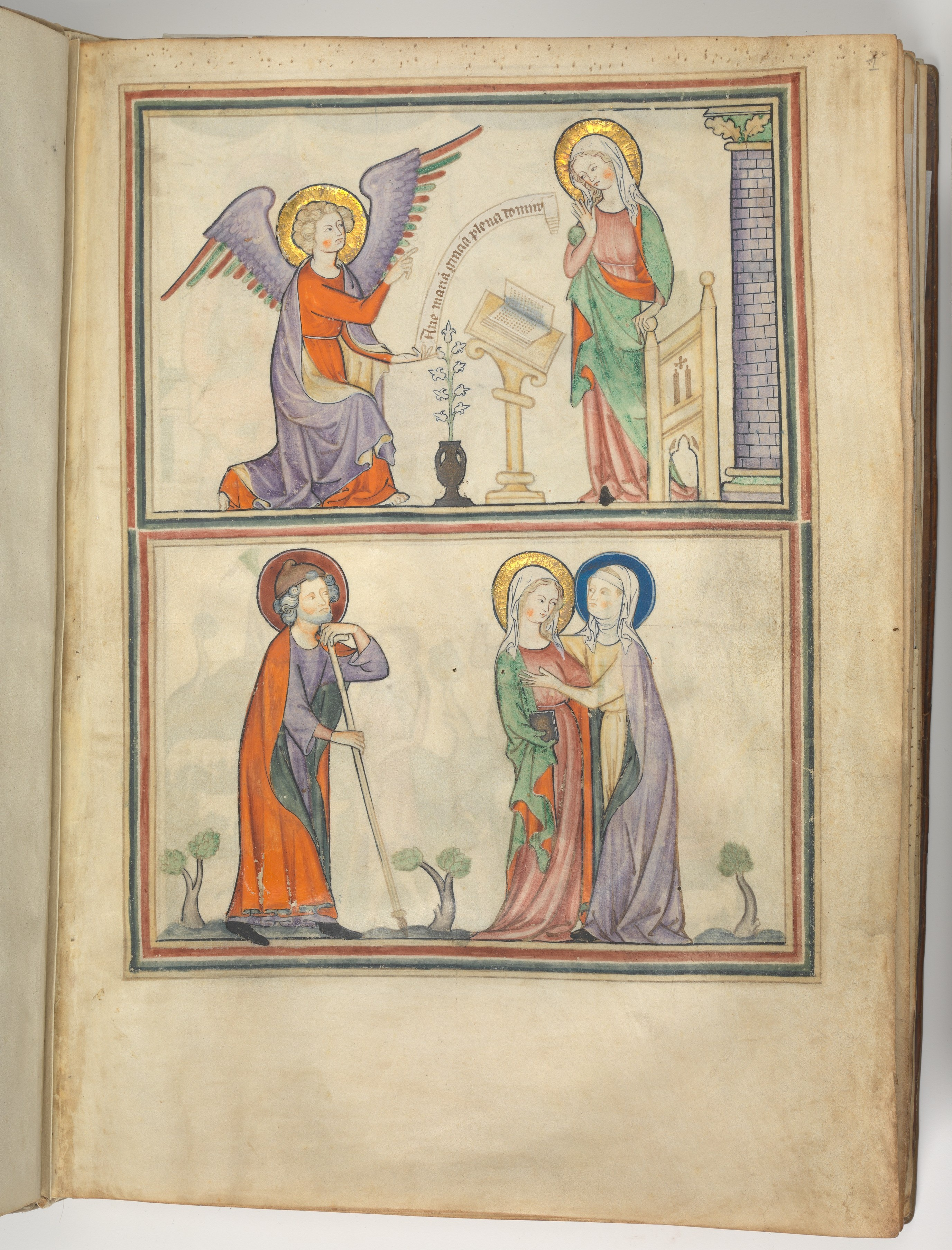
Anunciación y Visitación, folio 1r

En forma y estilo, el manuscrito se parece a otros dos libros creados en Normandía c1320-1330; "Apocalypse (Revelation)" (MS 17333) en la Biblioteca Británica, y el "Apocalypse of Saint-Victor" (MS lat. 14410) en la Biblioteca Nacional de Francia. Los tres fueron producidos en Europa, pero probablemente otro manuscrito fue la fuente común de los tres: "El Apocalipsis Lambeth" (MS 209). Este manuscrito se encuentra en la Biblioteca del Palacio de Lambeth en Londres y contiene una serie de detalles muy parecidos a aquellos que aparecen en el "Apocalipsis de los confinados", por lo que se cree que es la fuente común de los tres.
El Apocalipsis de los Confinados difiere de los demás en el grupo en un aspecto importante: comienza con un ciclo preliminar de la infancia de Jesús.

## Texto
El libro comienza con Dios y los Siete Ángeles instruyendo y profetizando a los obispos de las Siete iglesias de Asia para conquistar y difundir la palabra del Espíritu Santo. Estos episodios son seguidos por incidentes de la vida y los viajes de Juan, especialmente su exilio en la isla de Patmos. El libro termina con escenas de la vida temprana de Cristo. En todo momento hay múltiples escudos heráldicos, aunque muchos están muy dañados o desvaídos.

## Miniaturas

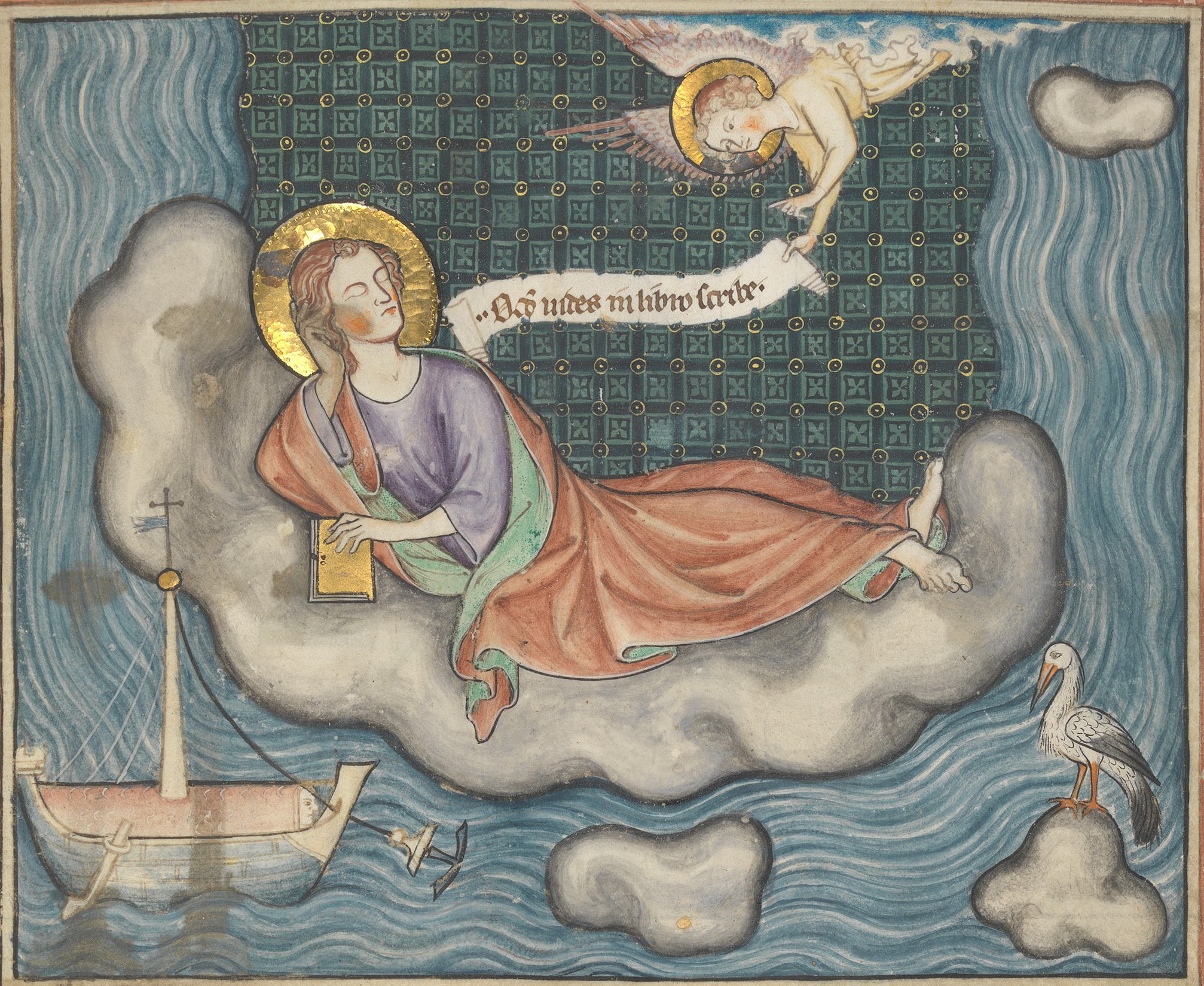
"Juan en la isla de Patmos", foilo 3r

El libro contiene 72 ilustraciones en miniatura de media página o de página completa, la mayoría de las cuales son miembros de la nobleza a principios del siglo XIV, aunque los bordes de las hojas están muy ricamente detallados. El verso del Folio 9 contiene seis escudos de armadura en el borde de una tela de altar. De acuerdo con el Libro de Revelaciones, contiene escenas de pesimismo y violencia, mientras que las miniaturas muestran a un Cristo sangrando por un árbol. La marginalia contiene bestias grotescas y demonios. Estas representaciones incluyen fragmentos de mesas de altar y palomas, con las Almas de los Muertos, los mártires y los árboles de crucifixión.
En general, el libro adopta un enfoque suave a las revelaciones de Juave, con las iluminaciones principalmente en el estilo suave y escenas cortesanas, típicamente góticas, de domesticidad intercaladas con figuras más oscuras, pero todas pintadas de una manera influenciada por el arte español de la época.
Las miniaturas posteriores enfatizan principalmente la proximidad y el vínculo de Juan con Jesús.

### Los cuatro jinetes
Una serie de miniaturas detallan a los Cuatro Jinetes del Apocalipsis, individualmente y en grupos. Los santos caballeros se identifican a través del color asociado principalmente con ellos; San Jorge monta un caballo blanco (asociado con un corcel real), San Teodoro, sosteniendo las escamas del hambre, se sienta en un caballo negro "sombrío" y San Demetrio un caballo rojo (asociado con el color de la sangre). El cuarto jinete Muerte, monta un caballo pálido, tradicionalmente "el color de la descomposición", según el historiador de arte Helmut Nickel. 

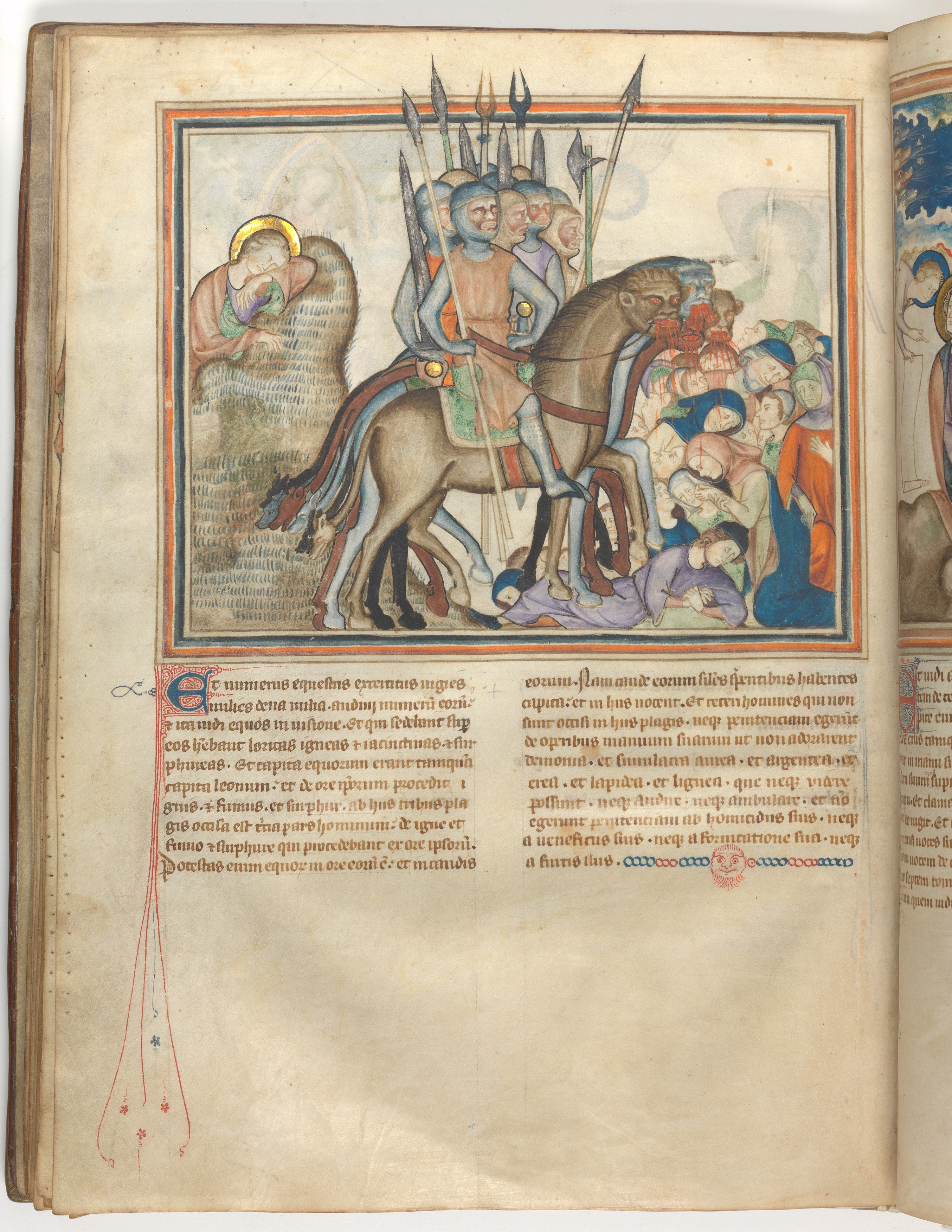
Los cuatro jinetes del apocalipsis
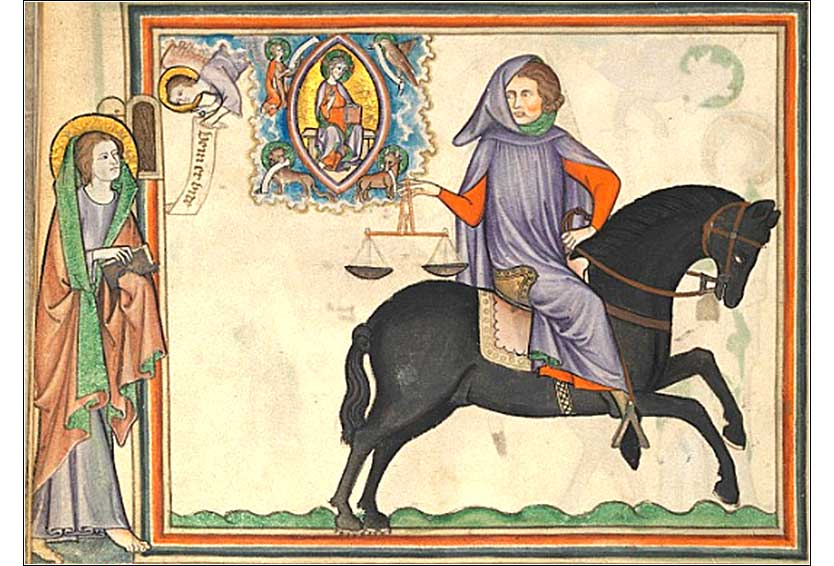
El tercer jinete, San Teodoro
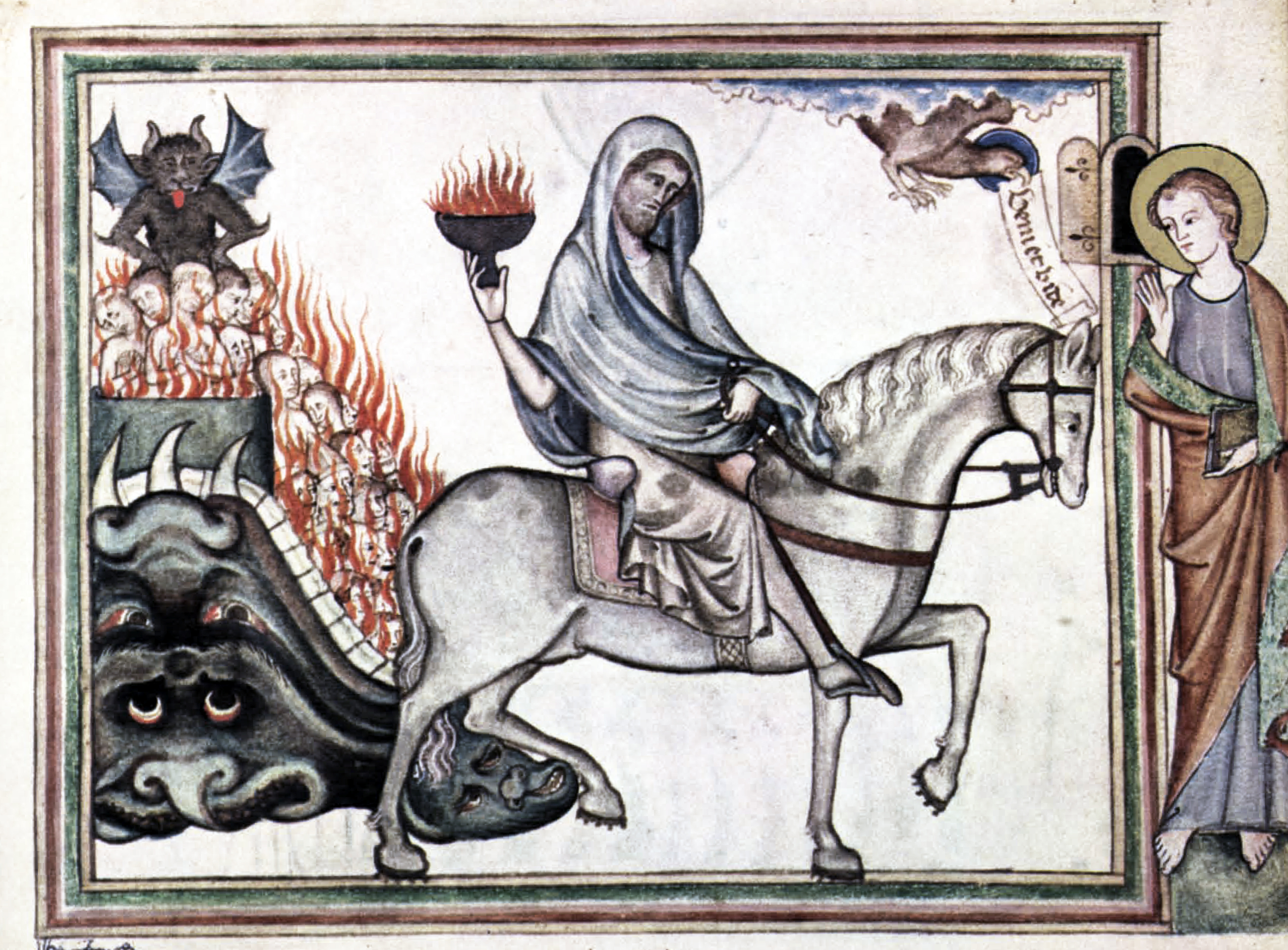
Cuarto jinete, muerte

## Procedencia
Un escudo de armas ilustrado en una de las hojas sugiere que fue encargado por un miembro de la familia de Montigny de Coutances, Normandía. Estilísticamente se parece a otros libros iluminados de Norman, así como a algunos diseños en vidrieras de la época. El libro estaba en Suiza en 1368, posiblemente en la abadía de Zofingen, en el cantón de Argovia.  Fue adquirido por el Museo Metropolitano de Arte en 1968.

## Galería

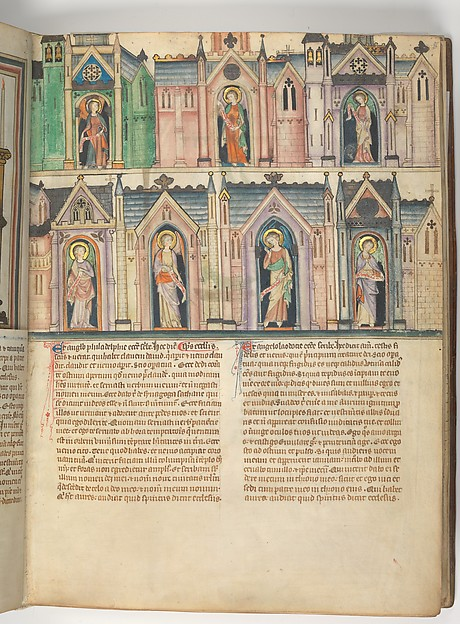
Las siete iglesias y los siete ángeles, folio 5r
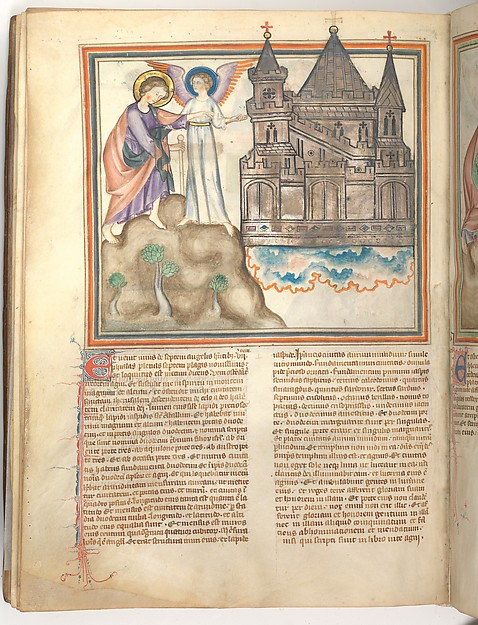
Juan condujo a la Nueva Jerusalén, folio 36v
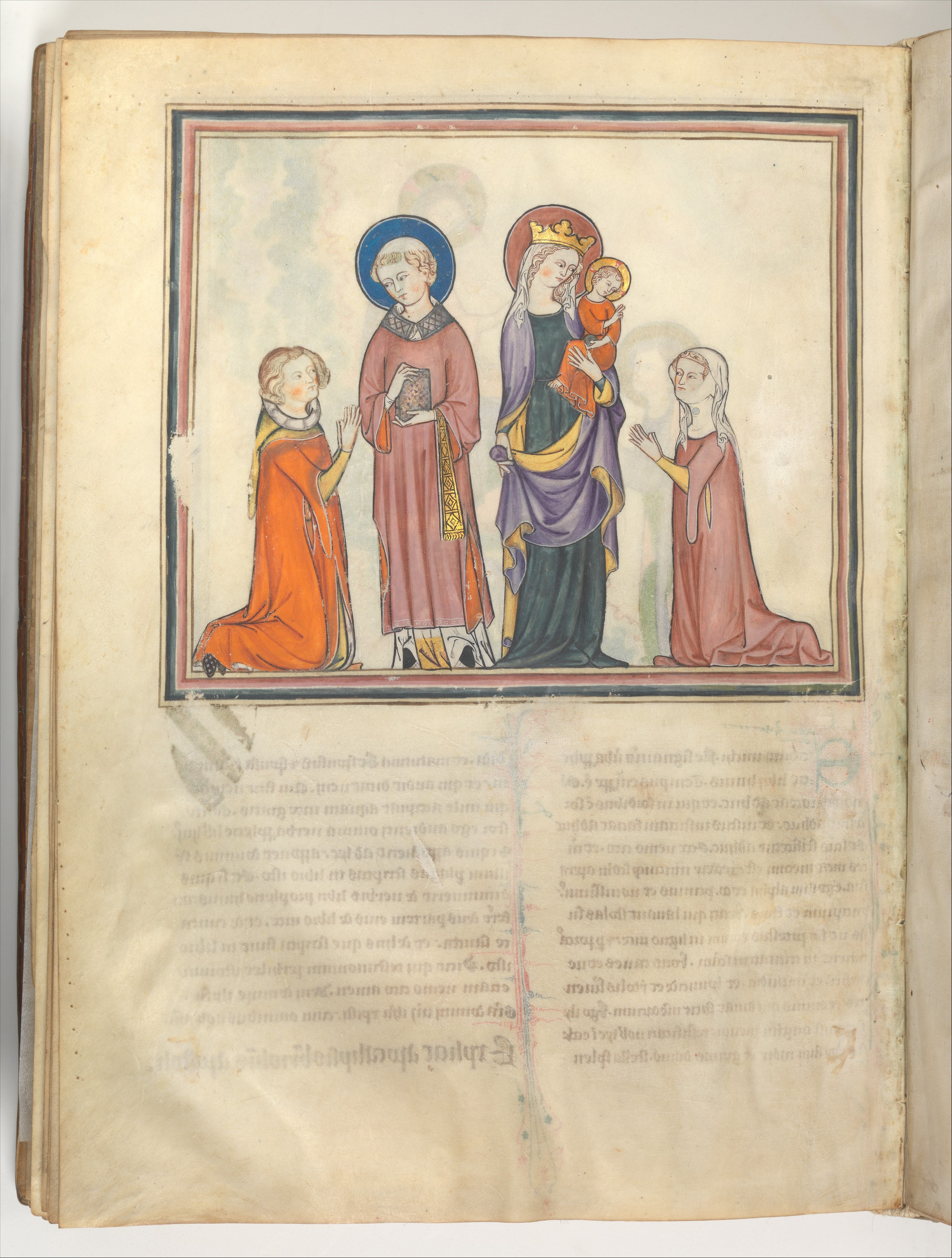
San Juan y Virgen con Donantes, folio 38v